# Fábio da Silva Azevedo
Fábio da Silva Azevedo, mais conhecido como Fabinho, (Rio de Janeiro, 12 de janeiro de 1970) é um ex-futebolista brasileiro que atuava como volante.
Jogou no Flamengo, Cruzeiro, Grêmio e Fluminense.

## Carreira
Revelado nas divisões de base do Flamengo, Fabinho fez parte da geração rubro-negra, que conquistou o Campeonato Carioca de 1991 e o Campeonato Brasileiro de 1992.
Volante de ofício, entrava duro na marcação, sem medo de sofrer críticas. Era reserva de Uidemar, porém, na decisão do Campeonato Carioca de 1995, já como titular, quase entrou para a história do clube ao ter marcado um golaço que teria dado o título ao Flamengo, se não fosse o gol de Renato Gaúcho, de barriga, nos minutos finais da partida.
Em 1996, Fabinho transferiu-se para o Cruzeiro, aonde somou mais títulos a sua carreira, incluindo dois Campeonatos Mineiros, uma Copa do Brasil e uma Libertadores da América.
Posteriormente, jogou no Grêmio, e mais tarde, no Fluminense, aonde acabou encerrando sua carreira, aos 33 anos de idade.

## Títulos
Flamengo
- Copa São Paulo de Futebol Júnior: 1990
- Campeonato Capital:1991, 1993
- Copa Rio:1991
- Taça Cidade do RJ: 1991
- Taça Estado do RJ: 1991
- Taça Rio: 1991
- Campeonato Carioca: 1991
- Campeonato Brasileiro: 1992
- Torneio Libertad: 1993
- Troféu Raul Plasmann: 1993
- Pepsi Cup '94: 1994
- Torneio Internacional de Kuala Lumpur: 1994
- Taça Guanabara: 1995

Cruzeiro
- Copa do Brasil: 1996
- Campeonato Mineiro: 1996 e 1997
- Taça Libertadores da América: 1997
- Copa do Imperador: 1996

Grêmio
- Campeonato Gaúcho: 1999
- Copa Sul: 1999
- Taça Hang Ching: 1998

Fluminense
- Campeonato Carioca: 2002